# Leo Hao
Leo Hao (russisch Лео Хао, Transliteration Leo Chao, bürgerlich Алексей Михайлович Шамровский, Aleksej Michailowitsch Schamrowskij; * 1. März 1973 in Moskau) ist ein russischer Maler und Grafikdesigner, der hauptsächlich für seine mit Fantasy-Motiven versehenen Albencover bekannt geworden ist.
Hao arbeitete zunächst als Bestatter und lernte Malerei nebenher als Autodidakt. Erstmals in Erscheinung trat er im Jahr 2001 als Cover-Illustrator der russischen Heavy-Metal-Band Arija, für die er das Cover zum Album Chimera zeichnete. In der Folge war Hao für zahlreiche weitere Werke dieser Band tätig. Internationale Bekanntheit erlangte er unter anderem durch Cover-Gestaltungen für Blind Guardian (etwa die 2003er-Single The Bard’s Song (In the Forest), Iced Earth, Demons & Wizards und Nocturnal Rites).
Neben dieser Beschäftigung im Musikgeschäft ist Hao auch als Illustrator für verschiedene Fantasy-Autoren tätig, u. a. für Nik Perumow und Juri Nikitin. Außerdem gestaltete er eine illustrierte Fassung von J.R.R. Tolkiens Der Herr der Ringe und wirkte am Artwork des Computerspiels Heroes of Might and Magic V mit.